# Louis-Claude Daquin
Louis-Claude Daquin (lub d’Acquin) (ur. 4 lipca 1694 w Paryżu, zm. 15 czerwca 1772 tamże) – kompozytor francuski pochodzenia żydowskiego, działający w epoce baroku, przedstawiciel stylu galant, wirtuoz organów i klawesynu. Powszechnie znana jest jego ilustracyjna miniatura Kukułka (Le coucou).
Pochodził z rodziny konwertowanych na katolicyzm Żydów, wywodzącej się z Włoch. Daquin był cudownym dzieckiem, które w wieku lat sześciu występowało przed królem Francji Ludwikiem XIV. W wieku lat dwunastu został organistą w Sainte-Chapelle i był przez jakiś czas uczniem Louisa Marchanda.
W 1727 roku Daquin został organistą w kościele św. Pawła w Paryżu, w 1739 zastąpił Marchanda jako królewski organista, a w 1755 roku zatrudniono go w katedrze Notre-Dame.